# シャルルロワ包囲戦 (1667年)
シャルルロワ包囲戦（シャルルロワほういせん、フランス語: Siège de Charleroi）は、ネーデルラント継承戦争中の1667年5月31日から6月2日にかけて行われた包囲戦。1659年のピレネー条約によりスペイン領ネーデルラントに帰属したシャルルロワだったが、ネーデルラント継承戦争で再びフランス軍の侵攻を受けて陥落した。

## 背景

### シャルルロワ要塞の築城
1659年のピレネー条約により、フランス王国とスペイン領ネーデルラントの国境が変更された。いくつかの要塞がフランスに帰属したことにより、モンスとナミュールの間の守備ががら空きになり、ブリュッセルへの道の障害がなくなった。
1664年にスペイン領ネーデルラント総督に就任したカステロ・ロドリゴ侯爵は守備を強化しようとした。サンブル川流域にあるシャルノワ（Charnoy）は築城に適する、ナミュール伯領（つまりネーデルラントに属する）でもある数少ない場所にあった。シャルノワはスペイン王カルロス2世を記念する「シャルルロワ」という名前に改名された。
築城は9月中旬に始まった。スパイから築城の情報を仕入れたフランス王ルイ14世はシャルルロワの占領を決意した。脅威に直面したカステロ・ロドリゴ侯爵は築城が1665年から1667年の歳入の28パーセントを要したにもかかわらず、要塞の放棄および破壊を決断、スペイン兵は1667年5月27日までにシャルルロワから撤退した。

### 包囲まで
フランス軍は4日かけてシャルルヴィル＝メジエールから海辺までの国境に配備された。1667年5月16日にパリを発った、ルイ14世とテュレンヌ子爵率いる本軍3万5千は進軍を開始した。その左翼にはイギリス海峡の海岸を進むアントワーヌ・ドーモン・ド・ロシュバロン元帥の軍勢がおり、右翼にはフランソワ・ド・クレキの軍勢がいた。5月24日、フランス軍はスペイン領ネーデルラントとの国境を越えた。この大規模な侵攻はフランス軍の人数上の優勢を確保するとともに、敵軍が一部隊に集中攻撃することを防いだ。
スペイン領ネーデルラントは籠城戦の準備が整えておらず、カステロ・ロドリゴ侯爵は民兵隊と数少ないスペイン軍を連合してネーデルラント軍を編成した。
フランス軍は1666年1月26日以降北海でも戦っていたが、そちらから手を引いてスペイン領ネーデルラントへの攻撃に集中した。

## 包囲とその後
フランス軍の目標はまずスペイン領ネーデルラントを南北に分けたサンブル川の沿岸にあるシャルルロワ要塞の占領であった。5月31日、テュレンヌ子爵率いるフランス軍はほぼ守備されていないシャルルロワに到着、カステロ・ロドリゴ侯爵はなおも抵抗したがフランス軍に城塞を守る防御工事を破壊されたため失敗した。
テュレンヌ子爵は1667年6月2日にシャルルロワを奪取、同日にルイ14世が入城してシャルルロワ要塞の再建を命じた。要塞はトマ・ド・ショワジーにより再建、拡大され、またヴォーバンが北の半月堡と町について意見した。
アーヘンの和約によりシャルルロワはフランスに帰属、ルイ14世はシャルルロワの発展を図るべくその住民に特権を与えた。